# Delele
Le delele ou derere est un mets que l'on trouve dans toute l'Afrique australe. Le nom delele vient d'une plante qui porte le même nom. Le delele est en réalité, un plat aux gombos. Il est souvent accompagné de sadza ou de nshima. On peut sécher le delele avant la cuisson mais il est plus fréquemment cuit à l'état frais dans l'eau, accompagné de tomates découpées en tranches. Ce qui donne à la sauce sa texture épaisse et gluante caractéristique c'est l'ajout du bicarbonate de soude. Il se mange en plat principal. Il est très apprécié parce qu'il serait plein de vitamines C.   
Les feuilles de gombo contiendraient une quantité non négligeable de collagène nécessaire à la composition structurelle du corps de l'être humain, en particulier au maintien et à la cicatrisation des tissus,,,.

## Composition
Pour préparer le delele, il faut des ingrédient tels que du gombos, de la farine de blé, des œufs, de l'oignon ,des épices (sel, poivre sauvage, paprika, poudre d’ail, poudre d’oignon, piment de Cayenne et de l'huile neutre.   